# Benito Quinquela Martín
Benito Quinquela Martín   (Buenos Aires, c. 1 de març de 1890 - Buenos Aires, 28 de gener de 1977) va ser un pintor nascut a l'Argentina especialitzat en la pintura de temes portuaris del seu barri de la Boca. Fill de pares desconeguts que el van deixar a la Casa de los Expósitos de la ciutat de Buenos Aires amb una nota que deia Este niño ha sido bautizado con el nombre de Benito Juan Martín, acabà convertint-se en un dels pintors més importants i populars al seu país.